# Solanum didymum
Solanum didymum är en potatisväxtart som beskrevs av Michel Félix Dunal. Solanum didymum ingår i släktet skattor som ingår i familjen potatisväxter. Inga underarter finns listade i Catalogue of Life.